# Johanna Nichols
Johanna Nichols (Iowa City, 1945) é uma linguista estadunidense conhecida por suas pesquisas em tipologia e linguística histórica, focando especialmente em línguas eslavas e caucasianas. É professora emérita da Universidade da Califórnia em Berkeley.